# El Cotillo
El Cotillo es una localidad costera del municipio de La Oliva, al norte de Fuerteventura (Canarias, España). Su población era de 1289 habitantes en 2015.

## Historia
Desde el siglo XVII se tiene noticia de la existencia de un asentamiento pesquero alrededor de la zona de desembarco conocida por entonces por Puerto del Roque. Posteriormente el cabildo insular establece la denominada Casa del puerto del Tostón en el mismo lugar. Siendo uno de los puertos de llegada de la ruta comercial entre Madeira y Fuerteventura. No es hasta mediados del siglo XX cuando se generaliza la denominación de El Cotillo.
Con el paso del tiempo el puerto perdió la condición de comercial y la escasa población de la zona vivía exclusivamente de la pesca. En los años 1980 aparece el turismo como alternativa económica y aumenta considerablemente el número de habitantes.

## Lugares de interés

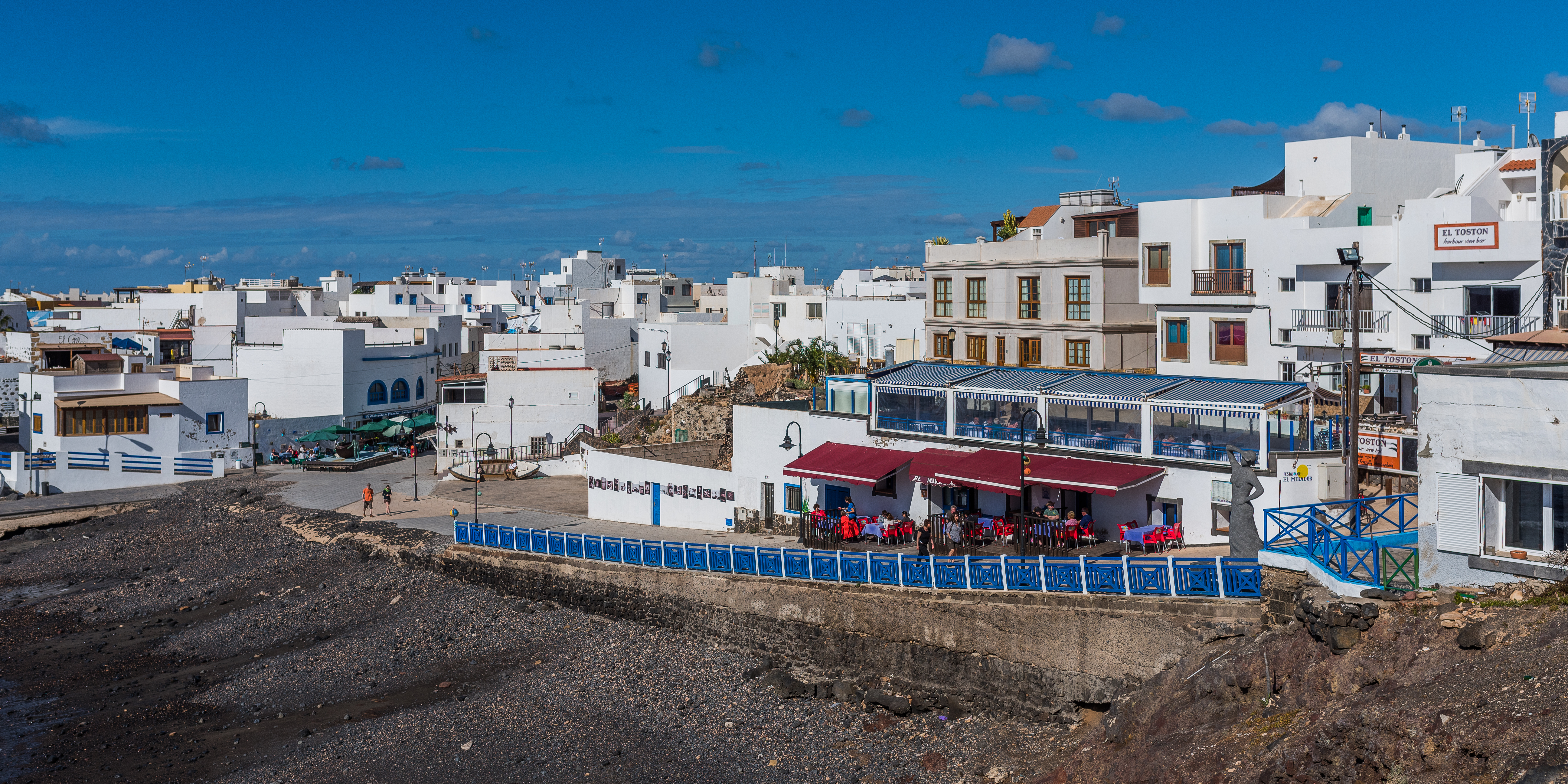
Vista desde la playa

La localidad se encuentra enclavada entre algunas de las playas mejor valoradas de Europa. Son una sucesión de calas de aguas claras y fina arena, conocidas como La Concha y Los Lagos.
El monumento más destacado del pueblo es la Torre del Tostón. Construida en 1700 para defender la costa de los piratas bereberes, ingleses y franceses. Es Bien de Interés Cultural desde 1949.